# اما کورنر

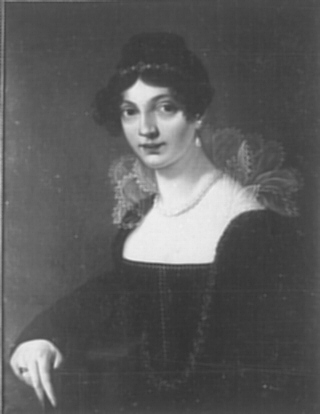
خود نگاره اثر اما کورنر، ۱۸۱۳. (قبلاً در موزه کرنر، درسدن. در ۱۹۴۵نابود شد)

اِما سوفی کورنر (زادهٔ ۲۰ آوریل ۱۷۸۸ در درسدن، در دوک‌نشین زاکسن؛ درگذشته ۱۸۱۵ در درسدن، در آن زمان پادشاهی ساکسونی) نقاش آلمانی، شاگرد نقاش سوئیسی آنتون گراف و خواهر شاعر و سرباز کارل تئودور کورنر بود.

## زندگی‌نامه
اما کورنر در سال ۱۷۸۸، به عنوان دختر کریستین گوتفرید کورنر، قاضی دادگاه استیناف به آلمانی :(Oberappellationsgerichtsrats)، و مینا استوک، دختر حکاک یوهان مایکل استوک، متولد شد. خواهر مادرش دورا استوک نقاش بود. اِما همراه با برادرش تئودور در خانه ای با زندگی اجتماعی، هنری و روشنفکری پر جنب و جوش بزرگ شد. پدرش حامی و مروج شاعر فردریش شیلر بود که حتی مدتی با خانواده زندگی کرد. شخصیت‌های برجسته دیگری مانند گوته و هاینریش فون کلایست نیز اغلب مهمان آنها بودند.
دورا عمهٔ اِما، که از اوت ۱۷۸۵در خانه خواهرش زندگی می‌کرد، استعداد هنری اِما را تشویق کرد و همچنین پرتره او را کشید. دوست دورا استوک، آنتون گراف، که قبلاً پرتره‌های پدر و مادرش را کشیده بود، بعداً پرتره‌ای را با رنگ روغن اِما اجرا کرد و به او آموزش هنر نیز داد.

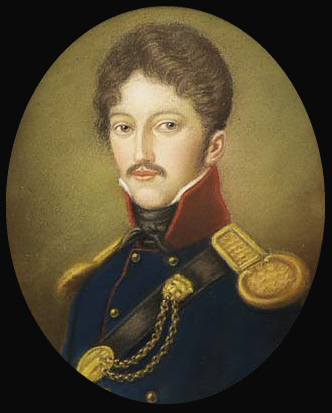
تئودور کورنر (مینیاتور پاستلی اثر اما کورنر، ۱۸۱۳)

اما کورنر در زندگی کوتاه هنری خود پرتره ای از شیلر در سال‌های پایانی زندگی‌اش و همچنین پرتره‌های متعددی از برادرش تئودور کشید که نسبت به او ارادت خواهرانه صمیمانه‌ای داشت. از آنجایی که تئودور به عنوان یکی از اعضای سپاه آزاد لوتزو در بفرایونگ اسکریگ علیه ناپلئون در سال ۱۸۱۳ داوطلب شده بود، در دوره اتحاد پادشاه ساکسون با فرانسوی‌ها، بسیاری از کورنرها چه از نظر اجتماعی و چه از نظر سیاسی از آنها دوری کردند. تئودور کورنر در اوت ۱۸۱۳ در نبرد در گاده‌بوش، مکلنبورگ کشته شد. دو سال بعد، اِما به همراه پدر و مادرش از قبر او در وبلین دیدن کرد. اِما غمگین شد، اما خواست قبر باز شود، اما پدرش از ترس تأثیر سیل عظیم احساسات بر او امتناع کرد. چهار هفته پس از این ملاقات، اما در درسدن دچار یک تب عصبی شدید شد. او در کنار برادرش در زیر درخت بلوط در ووبلین به خاک سپرده شد.
به دلایل سیاسی والدینش که اکنون فاقد فرزند بودند، درسدن را به همراه عمه‌اش ترک کردند و به برلین رفتند، جایی که پدرش به خدمات دولتی پروس پیوست.

## نمایشگاه‌ها
«موزه کورنر» در خانه خانوادگی قدیمی‌شان، نقاشی‌ها و ترکیب‌بندی‌های کورنرها و دورا استاک را تا زمانی که در بمباران درسدن در جنگ جهانی دوم ویران شد، به نمایش می‌گذاشت. بقایای آنها اکنون در نزدیکی «موزه رمانتیسم درسدن» در خانه سابق نقاش گرهارد فون کوگلگن به نمایش گذاشته شده‌است.

## کتابشناسی - فهرست کتب
- وبر، آلبرشت (ویرایش): نامه‌هایی از خانواده کورنر (۱۸۱۵–۱۸۰۴). در: Deutsche Rundschau. 4 (۱۸۷۸)، شماره ۱۰(ژوئیه)، صص. ۱۳۶–۱۱۵. (به زبان آلمانی)